# Tipula suensoniana
Tipula suensoniana är en tvåvingeart som beskrevs av Alexander 1940. Tipula suensoniana ingår i släktet Tipula och familjen storharkrankar. Inga underarter finns listade i Catalogue of Life.